# Tempête (Jasinski)
Pour les articles homonymes, voir Tempête (homonymie).
Tempête est une peinture à l'huile sur toile du peintre polonais Zdzisław Jasiński (en), créée en 1925, et conservée au musée national de Varsovie en Pologne. Elle représente des cavaliers sur des chevaux sombres volant dans un ciel orageux.

## Réalisation
C'est une création du peintre polonais Zdzisław Jasiński (en) datée de 1925. Il semble s'être inspiré de l'énergie de propulsion du cheval, vue ici comme capable d'arracher l'animal et son cavalier du sol.

## Description
Le tableau représente des cavaliers sur des chevaux de couleur sombre, qui se confondent avec les nuages d'un ciel orageux. Cette « chevauchée fantastique » mêle nuages de couleur mauve et bleue, vent et éclairs. L'ensemble revêt une tonalité guerrière en rappelant une charge de cavalerie. Certains cavaliers célestes portent un casque et sont à moitié nus, une femme montant un cheval blanc en amazone. 
L’œuvre mesure 253 × 78,7 cm ; il s'agit d'une peinture à l'huile sur toile.

## Historique
Le tableau est conservé au musée national de Varsovie, en Pologne.
Il est exposé au château de Versailles à partir de juillet 2024 dans le cadre de l'exposition « Cheval en majesté ».